# Аньяско (Пуерто-Рико)
Аньяско (ісп. Añasco, МФА: [aˈɲasko]) — муніципалітет Пуерто-Рико, острівної території у складі США. Заснований 18 жовтня 1733 року.

## Географія
Площа суходолу муніципалітету складає 104 км² (40-е місце за цим показником серед 78 муніципалітетів Пуерто-Рико).

## Демографія
Станом на 2010 рік на території муніципалітету мешкало 29 261 ос.
Динаміка чисельності населення:

## Населені пункти
Найбільші населені пункти муніципалітету Аньяско:
| Населений пункт | Статус | Населення :   | Населення :   | Населення :   |
| Населений пункт | Статус | на 01.04.1990 | на 01.04.2000 | на 01.04.2010 |
| --------------- | ------ | ------------- | ------------- | ------------- |
| Аньяско         | Місто  | 5 826         | 5 880         | 5 075         |
| Еспіно          | Селище | 1 327         | 1 422         | 1 270         |
| Ла-Плая         | Селище | 2 165         | 2 139         | 1 900         |
| Лас-Маріас      | Селище | 1 785         | 1 823         | 2 049         |